# لون الزيتون
لون الزيتون هو فيلم وثائقي يصور لحظات من حياة عائلة فلسطينية.
وقد تم تصوير فيلم لون الزيتون في قرية فلسطينية تقع على بعد 15 ميلاً من تل أبيب. في هذا الفيلم تركز الدليلة المكسيكية «كارولينا ريفاس» على عائلة فلسطينية تتكون من ثمانية أفراد، يتولى أمرهم الأب هاني عامر وامرأته منيرة.
مؤخراً تم بناء جدار فاصل وهو الآن يفصل إسرائيل عن الضفة الغربية، وبسبب هذا الجدار لم يعد بإمكان هاني أن يصل لبساتين البرتقال والزيتون التي يملكها بسبب الأسوار الكهربائية الفاصلة والطريق العسكري ونقطة التفتيش التي تحول بينهما.
وفي هذا الفيلم الوثائقي تظهر «كارولينا ريفاس» كيف أن هاني وأولاده ينتظرون الجنود الإسرائيليين بصبر كل صباح بحيث يمكن لهاني أن يذهب إلى عمله، والأطفال إلى مدارسهم.
الفيلم تم تصويره بدون استخدام أي إضاءات وإنما اعتمد كلياً على ضوء النهار الطبيعي. وافتتح الفيلم في نيويورك في الولايات المتحدة الأمريكية، في مسرح "Two Boots Pioneer" في القرية الشرقية، وقد تم عرض الفيلم مع الترجمة باللغة الإنجليزية.

## المصدر
- Catsoulis, Jeannette. (2006, July 12). A Wall Runs Through It: One Palestinian Family's Tale. The New York Times, p. B7

## روابط خارجية
- لون الزيتون على موقع IMDb (الإنجليزية)
- لون الزيتون على موقع ميتاكريتيك (الإنجليزية)
- لون الزيتون على موقع روتن توميتوز (الإنجليزية)
- لون الزيتون على موقع Turner Classic Movies (الإنجليزية)
- لون الزيتون على موقع أول موفي (الإنجليزية)
- لون الزيتون على موقع فيلمافينيتي (الإسبانية)
- لون الزيتون على موقع قاعدة بيانات الفيلم (الإنجليزية)
- لون الزيتون على موقع ليتربوكسد (الإنجليزية)
- لون الزيتون على موقع كينوبويسك (الروسية)